# Pelle Blohm
Per Arne "Pelle" Blohm, född 10 februari 1967 i Örebro, är en före detta fotbollsspelare och tidigare expertkommentator i en rad fotbollsprogram i tv för Kanal 5 och C More samt på radio, numera chefredaktör för Örebro läns tidning och Marknad Örebro.

## Karriär
Blohm inledde sin egen fotbollskarriär i BK Forward och spelade där fram till 1988 innan det bar av Örebro SK där han spelade fram till 1991. Den 10 oktober 1990 fick han göra ett kort inhopp   i det svenska A-landslaget i en träningslandskamp mot Västtyskland på Råsunda.
IFK Norrköping var nästa anhalt för Blohm under åren 1992–1995. 1996 spelade Blohm ett år i Dalian Wanda (Kina). Efter äventyret i Kina spelade Blohm i norska Viking FK under åren 1997–1998. Slutstationen i proffskarriären var Gais där han spelade två säsonger 1999–2000. Blohm hoppade under säsongen 2001 in i Gais som assisterande tränare bredvid huvudtränaren Lennart Ottordahl. Säsongen 2001 tillhörde Blohm klubben Utsiktens BK. År 2002 gjorde Blohm en kort comeback i division 7 med Hovsta IF som ligger i Örebro. 
Blohm har skrivit en bok om sin tid som fotbollsproffs i Kina, Pionjär i Mittens rike. Blohm skriver även artiklar och krönikor för bland annat Dagens Nyheter och Nerikes Allehanda och arbetar numera som chefredaktör på HKM Publishing.